# مايكل اشلي
مايكل اشلي (بالإنجليزية: Michael Ashley )‏ (و. القرن 20  م) هو عالم فلك، وأستاذ جامعي من أستراليا .